# 莱夫·赫格斯特伦
莱夫·赫格斯特伦（瑞典語：Leif Högström，1955年7月4日—），生于斯德哥尔摩，瑞典男子击剑运动员。他曾获得1976年夏季奥运会击剑比赛男子重剑团体金牌。他也参加了1980年夏季奥运会。